# Línea 17 (EMT Madrid)
La línea 17 de la EMT de Madrid une la Plaza Mayor con la colonia Parque de Europa (barrio de Las Águilas, distrito de Latina).

## Características

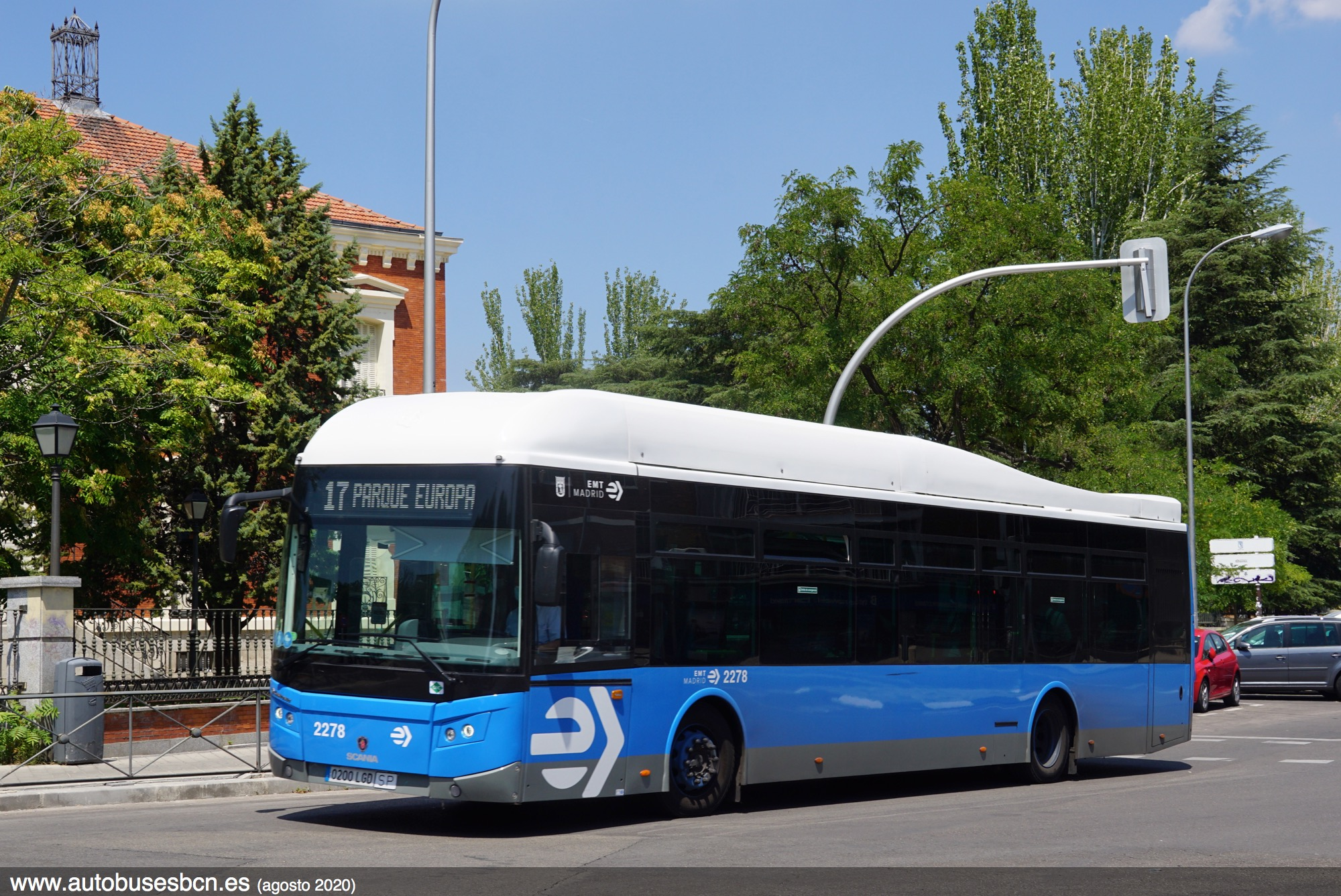
Delante del Hospital Gómez Ulla, agosto de 2020

La línea comunica el centro de Madrid con esta colonia a través de la Vía Carpetana, pasa junto al Hospital Central de la Defensa y por el intercambiador de Aluche. Une por tanto esta colonia con el intercambiador multimodal más cercano, uno de los grandes hospitales del distrito y el centro de la ciudad. También presta servicio, dentro del barrio de Las Águilas, a la Colonia San Ignacio de Loyola.
Hasta enero de 2007, la línea compartía su cabecera con la línea 34 en la Avenida de Las Águilas, pero tras la apertura de la nueva estación de Aviación Española se prolongó hasta la cabecera actual para dotar de una nueva conexión a los vecinos de la Colonia Parque de Europa.
Hasta el 12 de enero de 2014, en el sentido de ida, subía por el Camino de los Ingenieros, en donde se incorporaba a la calle Nuestra Señora de la Luz.

### Frecuencias
| Lunes a viernes laborables      |               |
| De 6:00 a 8:00 De 19:00 a 21:00 | 8-15 minutos  |
| De 8:00 a 19:00                 | 8-11 minutos  |
| De 21:00 a 23:00                | 11-18 minutos |
| Sábados laborables              |               |
| De 6:00 a 9:00                  | 13-24 minutos |
| De 9:00 a 21:00                 | 10-14 minutos |
| De 21:00 a 23:00                | 11-21 minutos |
| Domingos y festivos             |               |
| De 7:00 a 10:00                 | 10-20 minutos |
| De 10:00 a 15:00                | 10-14 minutos |
| De 15:00 a 22:00                | 12-16 minutos |
| De 22:00 a 23:00                | 14-24 minutos |

## Recorrido y paradas

### Sentido Colonia Parque Europa
La línea inicia su recorrido junto al N.º 24 de la calle Concepción Jerónima, cerca de la Plaza Mayor, teniendo su cabecera próxima a la de las líneas 18, 23, 31 y 35. Desde aquí circula por la calle Concepción Jerónima hasta el final girando a la izquierda para incorporarse a la calle de Toledo, por la que baja hasta la Puerta de Toledo.
En la Plaza de la Puerta de Toledo toma la salida del Paseo de los Pontones, por el que baja hasta el río Manzanares, cruzando sobre el mismo por el Puente de San Isidro para incorporarse unos metros al Paseo de la Ermita del Santo hasta girar a la izquierda por la Vía Carpetana.
A través de esta calle, que separa los distritos de Carabanchel y Latina, llega a la Glorieta del Ejército, donde se encuentra el Hospital Central de la Defensa (Gómez Ulla), al que da servicio. En esta glorieta sigue su camino por las calles Guabairo y Nuestra Señora de Fátima. En esta calle, gira a la derecha por la calle Nuestra Señora de la Luz.
Al final de esta calle gira a la izquierda y se incorpora a la calle Ocaña, que recorre hasta el final, donde se encuentra el intercambiador multimodal de Aluche. En este punto enlaza con otras líneas urbanas e interurbanas de autobús, Metro de Madrid y Cercanías Madrid.
Sale del intercambiador por la Avenida de Las Águilas, girando poco después a la izquierda para incorporarse a la calle Rafael Finat, por la que se adentra en la Colonia San Ignacio de Loyola.
Dentro de esta colonia, recorre la Avenida de Rafael Finat hasta la intersección con la calle de Blas Cabrera, donde gira a la derecha para incorporarse a ésta, que recorre hasta que desemboca de nuevo en la Avenida de Las Águilas.
En este punto la línea llega a la Colonia Parque de Europa, en la que circula por las calles Fuente del Tiro y Fuente de Lima, donde tiene su cabecera.
| Código | Parada                                   | Común con       | Conexiones con Metro y Cercanías | Otros |
| ------ | ---------------------------------------- | --------------- | -------------------------------- | ----- |
| 544    | PLAZA MAYOR (C/ Concepción Jerónima, 24) |                 |                                  |       |
| 545    | La Latina                                | 18 23 35 002 M3 | La Latina                        |       |
| 547    | Toledo-Humilladero                       | 18 23 35 60 002 |                                  |       |
| 2589   | Toledo-La Paloma                         | 18 23 35 60 002 | Puerta de Toledo                 |       |
| 549    | Puerta de Toledo                         | 41              |                                  |       |
| 550    | Imperial-Pontones                        | 41              |                                  |       |
| 552    | Puente San Isidro-Pontones               | 36              |                                  |       |
| 554    | Puente San Isidro-Ermita del Santo       | 25              |                                  |       |
| 555    | Vía Carpetana-Caramuel                   |                 |                                  |       |
| 557    | Polideportivo Gallur                     |                 |                                  |       |
| 559    | Vía Carpetana-Centro de Salud            |                 |                                  |       |
| 561    | Vía Carpetana-La Campana                 |                 |                                  |       |
| 563    | Metro Vía Carpetana                      |                 | Carpetana                        |       |
| 564    | Vía Carpetana-Laguna                     |                 |                                  |       |
| 566    | Vía Carpetana-Tucán                      |                 |                                  |       |
| 4528   | Carabanchel-Hospital Militar             |                 | Carabanchel                      |       |
| 1151   | Guabairo                                 | 35 481 486      |                                  |       |
| 5880   | Fátima-Nuestra Señora de la Luz          |                 |                                  |       |
| 5881   | Metro Eugenia de Montijo                 |                 | Eugenia de Montijo               |       |
| 4881   | Nuestra Señora de la Luz                 |                 |                                  |       |
| 570    | Ocaña                                    |                 |                                  |       |
| 4543   | Ocaña-Diamante                           |                 |                                  |       |
| 572    | Ocaña-Camarena                           |                 |                                  |       |
| 574    | Ocaña-Intercambiador de Aluche           |                 |                                  |       |
| 575    | Intercambiador de Aluche                 | 138             | Aluche                           |       |
| 4505   | Junta Municipal Latina                   | 138 139 155     |                                  |       |
| 578    | Rafael Finat-Avenida de las Águilas      | 138 483 487     |                                  |       |
| 580    | Rafael Finat-Valle Inclán                | 138 483 487     |                                  |       |
| 582    | Rafael Finat-José de Cadalso             | 138             |                                  |       |
| 365    | Blas Cabrera-Rafael Finat                | 34 139          |                                  |       |
| 584    | Blas Cabrera-Oliva de Plasencia          | 139             |                                  |       |
| 587    | Blas Cabrera-Avenida de las Águilas      | 139             |                                  |       |
| 3833   | Las Águilas                              |                 |                                  |       |
| 3835   | Fuente del Tiro-Fuente de Lima           |                 |                                  |       |
| 3837   | Fuente del Tiro-Paseo de Extremadura     |                 |                                  |       |
| 3838   | PARQUE EUROPA (C/ Fuente de Lima, 22)    |                 | Aviación Española                |       |

### Sentido Plaza Mayor
La línea inicia su recorrido en la calle Fuente de Lima, junto a la estación de Aviación Española, saliendo desde esta calle a la calle Fuente del Tiro y al final de ésta a la Avenida de Las Águilas.
En esta avenida da un rodeo para parar junto al acceso de la estación de Las Águilas, hasta que al retomarla en sentido Aluche gira a la derecha por la calle de Blas Cabrera. A partir de aquí sigue el mismo recorrido que a la ida hasta llegar a la calle de Nuestra Señora de la Luz. En este punto, la línea recorre esta calle hasta la intersección con la Avenida Nuestra Señora de Fátima, donde gira a la izquierda subiendo por la avenida hasta el Paseo de Marcelino Camacho, por el que llega a la Glorieta del Ejército.
De nuevo el recorrido es similar a la ida hasta la mitad del Paseo de los Pontones, donde la línea gira a la derecha por la calle Santa Casilda hasta incorporarse a la calle Toledo en dirección al centro de Madrid.
Cruza la Plaza de la Puerta de Toledo y sube por esta calle hasta la intersección con la calle de la Colegiata, girando a la derecha para incorporarse a la misma, enseguida a la izquierda por la calle Duque de Rivas y de nuevo a la izquierda por Concepción Jerónima, teniendo su cabecera en esta calle junto al nº24.
| Código | Parada                                   | Común con     | Conexiones con Metro y Cercanías | Otros |
| ------ | ---------------------------------------- | ------------- | -------------------------------- | ----- |
| 3838   | PARQUE EUROPA (C/ Fuente de Lima, 22)    |               | Aviación Española                |       |
| 3836   | Fuente del Tiro-Fuente de Lima           |               |                                  |       |
| 3834   | Las Águilas                              |               |                                  |       |
| 372    | Las Águilas-Cercanías (Av. Águilas, 110) | 34            | Las Águilas                      |       |
| 371    | Las Águilas-Cercanías                    | 34            | Las Águilas                      |       |
| 3124   | Blas Cabrera-Avenida de las Águilas      |               |                                  |       |
| 585    | Blas Cabrera-Oliva de Plasencia          | 34 138 139    |                                  |       |
| 366    | Blas Cabrera-Rafael Finat                | 34 39 138 139 |                                  |       |
| 583    | Rafael Finat-José de Cadalso             | 138           |                                  |       |
| 581    | Rafael Finat-Valle Inclán                | 138 483 487   |                                  |       |
| 579    | Rafael Finat-Avenida de las Águilas      | 138 483 487   |                                  |       |
| 5064   | Aluche                                   | 31 H          | Aluche                           |       |
| 573    | Ocaña-Camarena                           |               |                                  |       |
| 4544   | Ocaña-Diamante                           |               |                                  |       |
| 571    | Ocaña                                    |               |                                  |       |
| 4705   | Nuestra Señora de la Luz                 |               |                                  |       |
| 4706   | Metro Eugenia de Montijo                 |               | Eugenia de Montijo               |       |
| 588    | Fátima-Nuestra Señora de la Luz          |               |                                  |       |
| 589    | Guabairo                                 | 35 481 486    |                                  |       |
| 590    | Carabanchel-Hospital Militar             | 35            | Carabanchel                      |       |
| 4711   | Vía Carpetana-Tucán                      |               |                                  |       |
| 565    | Vía Carpetana-Laguna                     |               |                                  |       |
| 5506   | Vía Carpetana-La Campana                 | 25            | Carpetana                        |       |
| 560    | Vía Carpetana-Centro de Salud            | 25            |                                  |       |
| 558    | Polideportivo Gallur                     | 25            |                                  |       |
| 556    | Vía Carpetana-Caramuel                   |               |                                  |       |
| 592    | Vía Carpetana-Ermita del Santo           |               |                                  |       |
| 553    | Puente San Isidro-Pontones               | 36 62         |                                  |       |
| 551    | Imperial-Pontones                        | 41            |                                  |       |
| 593    | Puerta de Toledo                         | 18 23 35 41   |                                  |       |
| 4780   | Toledo-La Paloma                         | 18 23 35      | Puerta de Toledo                 |       |
| 548    | Toledo-Humilladero                       | 18 23 35 002  |                                  |       |
| 546    | La Latina                                | 18 23 35 002  | La Latina                        |       |
| 544    | PLAZA MAYOR (C/ Concepción Jerónima, 24) |               |                                  |       |